# DRSU-1
DRSU-1 (ros. ДРСУ-1) – wieś (ros. деревня, trb. dieriewnia) w zachodniej Rosji, w osiedlu wiejskim Tałaszkinskoje rejonu smoleńskiego w obwodzie smoleńskim.

## Pochodzenie nazwy
Jest to skrót mający kilka podobnych znaczeń związanych z inwestycjami drogowymi, m.in. „Wydział budowy i remontu dróg”

## Geografia
Miejscowość położona jest nad rzeką Soż, przy drodze regionalnej 66N-1808 (Tałaszkinskoje Sielpo – Upokoj), przy drodze federalnej R120 (Orzeł – Briańsk – Smoleńsk – Witebsk), 26,5 km od drogi magistralnej M1 «Białoruś», 1 km od centrum administracyjnego osiedla wiejskiego (Tałaszkino), 17 km od Smoleńska, 6 km od stacji kolejowej Tyczinino.
W granicach miejscowości znajdują się ulice: Dorożnaja, Strоitielnaja, Promyszlennaja.

## Demografia
W 2010 r. miejscowość zamieszkiwało 225 osób.

## Historia
W czasie II wojny światowej od lipca 1941 roku dieriewnia była okupowana przez hitlerowców. Wyzwolenie nastąpiło we wrześniu 1943 roku.